# Dollar Brand
Adolphe Johannes Brand, conocido en el mundo del jazz, primero como Dollar Brand y posteriormente como Abdullah Ibrahim (Ciudad del Cabo, 9 de octubre de 1934) es un pianista, saxofonista, violonchelista, flautista, cantante y compositor sudafricano.

## Historial
Comienza a aprender piano a los 7 años de edad, y debuta profesionalmente en un grupo llamado Streamline Brothers, conociendo a Miriam Makeba. Entre 1957 y 1958, Brand gira por toda África, formando más tarde su grupo Jazz Epistles, que incluía al trompetista Hugh Masekela. 
Graba su primer disco en 1961, antes de partir hacia Europa (1962), concretamente a Zúrich, donde es escuchado por Duke Ellington, quien apadrinará su disco Duke Ellington presents The Dollar Brand Trio, grabado en París. Durante varios años, recorre toda Europa y se presenta en el Newport Festival, en 1965.
Graba con Elvin Jones (1966) y trabaja con John Coltrane, Sunny Murray, Ornette Coleman y Don Cherry. Gracias a una beca de la Fundación Rockefeller, permanece tres años estudiando en EE. UU., periodo en que toma el puesto de pianista de la big band de Duke Ellington, durante una gira.
Imbuido de los conceptos del free jazz, en los años 70, vuelve a Europa (1968) y toca con Gato Barbieri, y John Tchicai. Más tarde regresa a Sudáfrica, donde se convierte al Islam, cambia su nombre a Abdullah Ibrahim, y se dedica al saxo soprano. Sus composiciones de este periodo, son tocadas con regularidad por la Jazz Composer's Orchestra. 
A partir de 1980, trabaja con diversas formaciones y escribe algunas de sus más importantes obras (Kalahari Liberation Opera, 1982), así como música para películas (Chocolat, 1987), multiplicando a la vez, sus giras como solista de piano.

## Estilo
Brand funde la herencia de sus raíces africanas, con un profundo conocimiento de Ellington y Thelonious Monk, además de con un amplio bagaje de canciones y corales de los bóeres que colonizaron su patria. Posee un poderoso toque de la mano izquierda, en los bajos del teclado, y un fraseo ligero e incisivo en la mano derecha, aislando las notas esenciales de una masa sonora que juega con las tesituras, siempre con un concepto orquestal, de dimensión grandiosa, lírica y mística.

## Discografía

### Como líder
- 1960: Jazz Epistle Verse 1
- 1964: Duke Ellington presents The Dollar Brand Trio
- 1965: The Dream
- 1965: Anatomy of a South African Village (Black Lion Records)
- 1965: This is Dollar Brand (Black Lion)
- 1969: African Sketchbook
- 1969: African Piano
- 1973: Good News from Africa
- 1973: African Space Program
- 1974: Ancient Africa
- 1975: Confluence
- 1976: Banyana – Children of Africa
- 1977: The Journey
- 1977: Streams of Consciousness
- 1977: Buddy Tate Meets Dollar Brand (Chiaroscuro Records)
- 1978: Anthem for the New Nations
- 1978: Autobiography
- 1978: Soweto
- 1979: Echoes from Africa
- 1979: African Marketplace
- 1979: Africa Tears and Laughter
- 1980: Dollar Brand at Montreux
- 1982: African Dawn
- 1983: Ekaya
- 1983: Zimbabwe
- 1985: Water From an Ancient Well
- 1986: South Africa
- 1988: Mindif
- 1988: Ode to Duke Ellington
- 1989: Blues for a Hip King
- 1989: African River
- 1989: The Mountain[3]
- 1990: No Fear, No Die
- 1991: Mantra Mode
- 1993: xnysna Blue
- 1994: African Sun
- 1995: Yarona
- 1997: Cape Town Flowers
- 1999: African Suite
- 2000: Cape Town Revisited
- 2001: Ekapa Lodumo
- 2002: African Magic
- 2008: Senzo
- 2009: Bombella
- 2010: Sotho Blue (& Ekaya)

### Colectivos
- 1987 - 17. Festival des politischen Liedes